# Urusei Yatsura 3: Remember My Love
Urusei Yatsura 3: Remember My Love (jap. うる星やつら3 リメンバー・マイ・ラヴ Urusei yatsura 3 rimenbā mai rabu) – japoński film animowany z 1985 roku, oparty na mandze Urusei Yatsura autorstwa Rumiko Takahashi. Za reżyserię odpowiadał Kazuo Yamazaki, scenariusz napisała Tomoko Konparu, postacie zaprojektowała Akemi Takada, a muzykę skomponował Mickie Yoshino. Film został wyprodukowany przez Studio Deen i Kitty Films, a za jego dystrybucję odpowiadało Tōhō. Premiera w japońskich kinach odbyła się 26 stycznia 1985.

## Fabuła
Po narodzinach Lum, pewna wiedźma, przyjaciółka rodziny jej rodziców, wysłała (pocztą) klątwę na dziewczynkę, mszcząc się za to, że nie została zaproszona na przyjęcie z okazji jej narodzin. Klątwa ta polegała na niemożności bycia szczęśliwą, gdy Lum znajdzie swoją prawdziwą miłość.
Tymczasem w teraźniejszości w Tomobiki niespodziewanie pojawia się tajemniczy park rozrywki, wzbudzając ogromne zainteresowanie mieszkańców. Ataru, Lum i ich przyjaciele udają się tam w dniu otwarcia, lecz podczas pokazu magii iluzjonista przemienia Ataru w różowego hipopotama, a następnie znika bez śladu wraz z całym parkiem. Lum wyrusza na poszukiwania tajemniczego magika, aby przywrócić Ataru do normalnej postaci, tylko po to, by odkryć, że jest to zakochany w niej chłopak, który w jakiś sposób porywa ją do swojego wymiaru.
Po zniknięciu Lum, Ten, Rei i jej przyjaciółki z kosmosu opuszczają Ziemię, nie widząc już powodu, by zostawać. Ataru wraca do normalnej postaci, a Tomobiki, bez obecności kosmitów, znów staje się zwykłym miastem. Dopiero wtedy Ataru zacznie uświadamiać sobie swoje prawdziwe uczucia do Lum...

## Obsada
| Postać          | Seiyū           |
| --------------- | --------------- |
| Lum             | Fumi Hirano     |
| Ataru Moroboshi | Toshio Furukawa |
| Shūtarō Mendō   | Akira Kamiya    |
| Ten             | Kazuko Sugiyama |
| Ruu             | Kazuteru Suzuki |
| Oshima          | Masako Sugaya   |
| Magik           | Mitsuo Iwata    |
| Shinobu Miyake  | Saeko Shimazu   |
| Kakugari        | Shinji Nomura   |
| Lahla           | Sumi Shimamoto  |

## Odbiór
Film zarobił 1,17 miliarda jenów w japońskim box office, stając się ósmym najbardziej dochodowym japońskim filmem roku.